# Huevo de dinosaurio

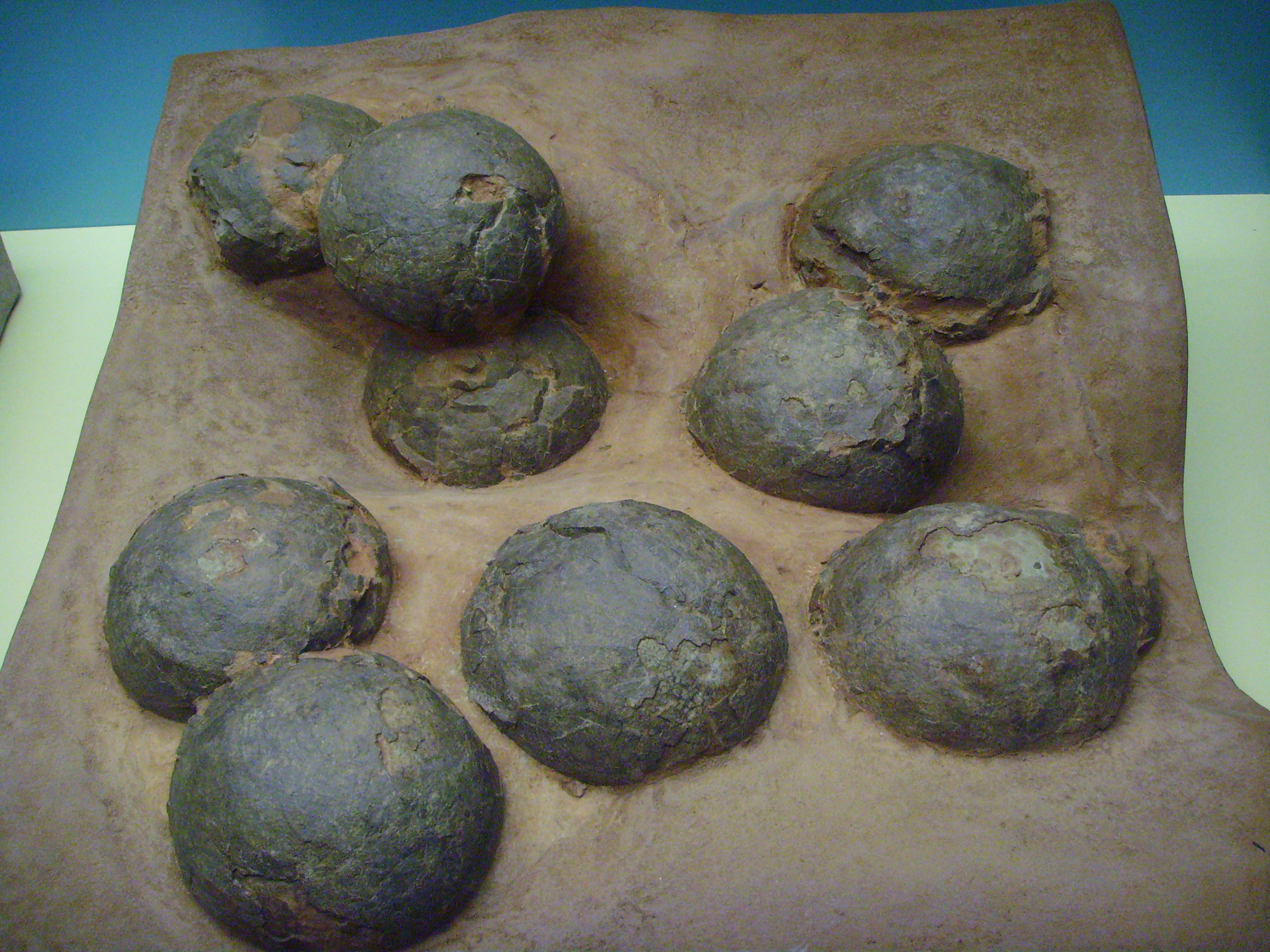
Puesta de un dinosaurio desconocido procedente de Mongolia.

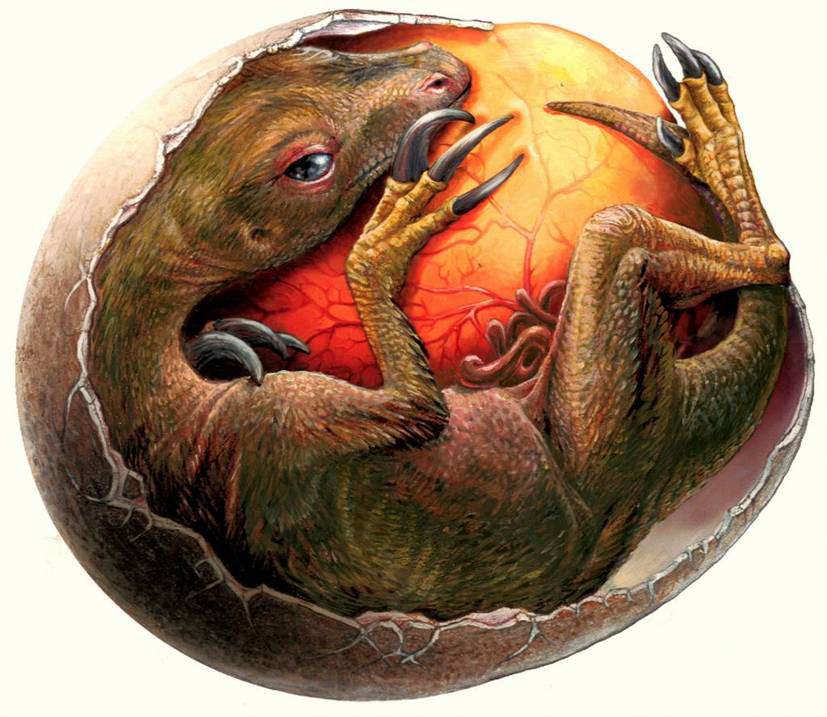
Dibujo esquemático del interior de un huevo de terizinosaurio.

Los dinosaurios se reproducían mediante huevos. Se supuso que los dinosaurios, al ser reptiles, pondrían huevos desde que se identificaron científicamente sus primeros huesos fósiles en la década de 1820 en Inglaterra. Los primeros huevos de dinosaurio fósiles documentados científicamente fueron encontrados en 1859 en Francia por Jean-Jacques Poech, aunque fueron confundidos con huevos de aves gigantes. Los primeros fósiles de huevos que se identificaron pertenecientes a los dinosaurios se descubrieron en 1923 por un equipo del Museo Americano de Historia Natural en Mongolia. Desde entonces se han encontrado yacimientos con anidamientos por todo el mundo, y se ha desarrollado un sistema para clasificarlos según la estructura de su cáscara. La cáscara de los huevos de dinosaurio puede estudiarse observando sus capas al microscopio. El interior de los huevos fósiles puede estudiarse por medio de la tomografía axial computarizada, o bien disolviendo gradualmente la cáscara con ácido. A veces en el interior del huevo se conservan restos del embrión que contenían. Los huevos y embriones más antiguos que se conocen son del Massospondylus, que vivió en el Jurásico inferior, hace unos 190 millones de años.

## Historia

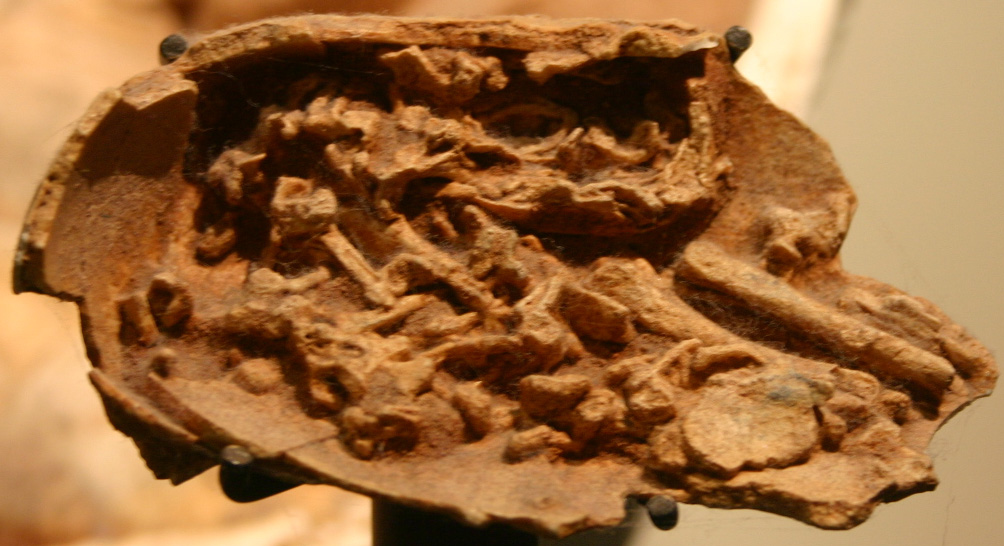
Huevo de Citipati osmolskae con su embrión conservado en el interior.

En 1859 se registraron científicamente los primeros fósiles de huevos de dinosaurio, descubiertos en el sur de Francia por el sacerdote y naturalista aficionado Jean-Jacques Poech, aunque pensó que se trataban de huevos de aves gigantes. Los primeros huevos de dinosaurio fósiles se encontraron casualmente en 1923 por un equipo del Museo Americano de Historia Natural cuando buscaba restos de los primeros humanos en Mongolia. Estos huevos fueron erróneamente atribuidos al Protoceratops, un herbívoro localmente abundante, pero ahora se sabe que eran huevos de Oviraptor. Los descubrimientos de huevos continuaron acumulándose por todo el mundo, lo que llevó a desarrollar múltiples tipos de clasificación. En 1975 el paleontólogo chino Zhao Zi-Kui inició una revolución en la forma de clasificar los huevos fósiles al desarrollar un sistema de "parataxonomía" basado en la taxonomía de Linneo aplicada a los huevos, clasificándolos según sus cualidades físicas en lugar de por sus hipotéticas madres. Las barreras lingüísticas dificultaron la adopción del nuevo método de clasificación de los huevos de Zhao a los científicos occidentales. Pero a principios de la década de 1990 el paleontólogo ruso Konstantin Mikhailov atrajo a atención hacia la obra de Zhao en la literatura científica en inglés.

## Identificación
Los huevos de dinosaurio varían de forma y tamaño dependiendo de las especies. Sus formas oscilan desde las ovales alargadas hasta las casi esféricas. Los de mayor tamaño encontrados alcanzan los 60 cm de longitud y los 20 cm de ancho.
Los fragmentos de cáscara de huevo de dinosaurio pueden reconocerse por tres importantes rasgos. Su grosor debe ser más o menos uniforme, generalmente están ligeramente curvados y su superficie está llena de pequeños poros. Con menos frecuencia, la concavidad interior de un fragmento de cáscara conserva protuberancias denominadas mammillae. A veces el embrión ha absorbido tanto calcio que se necesita una lupa o un microscopio para poder ver las mammillae. Pero existen otros objetos que aparecen de forma natural en los yacimientos que pueden parecerse a los huevos fósiles, que pueden confundir incluso a los paleontólogos profesionales.

### Falsos huevos
Las piedras pueden adquirir la forma redondeada de un huevo por efecto de la erosión del agua.

#### Cálculos
Los cálculos son objetos similares a los huevos que se forman en el estómago de los rumiantes como las vacas, ciervos y cabras. La formación de cálculos es un mecanismo de defensa para proteger el estómago de los rumiantes si se tragan un objeto extraño mientras pastan. Tras su ingestión el objeto es recubierto por la misma sustancia de la que se componen los huesos, fosfato cálcico, y finalmente el animal lo expulsará. El tamaño de estas piedras estomacales suele oscilar entre 1 y 6 cm de diámetro. Se conocen algunas de mayor tamaño pero son raras. A veces la superficie de los cálculos esta cubierta de hoyuelos que pueden confundirse con los poros de un huevo. Ken Carpenter un experto en huevos fósiles ha hecho notar que las piedras estomacales son los objetos naturales más parecidos a un huevo y los más difíciles de discriminar. Los cálculos son tan parecidos a los huevos que en una ocasión uno fue confundido y descrito detalladamente como un huevo fósil en la literatura científica. Los cálculos pueden distinguirse de los huevos fósiles reales porque al partirse muestran las capas de fosfato cálcico y el objeto extraño en su centro. Se conocen huevos patológicos con múltiples cáscaras, pero estas capas no se extienden hacia el interior regularmente llegando hasta un núcleo como los cálculos. Los cálculos suelen estar intactos y con forma perfecta, a diferencia de los huevos fósiles que suelen estar rotos o deformados. Además la superficie de las piedras estomacales carece de las distintas estructuras de las cáscaras como las capas continuas o prismáticas, mammillae y poros.

#### Concreciones
Las concreciones se forman cuando los organismos en descomposición cambian la química de sus alrededores de manera que precipitan los minerales en disolución. Estos minerales se acumulan en una masa de la forma aproximada de la región alterada químicamente. A veces la masa producida tiene forma de huevo. La mayoría de las concreciones con forma de huevo tienen interiores uniformes, pero algunos se forman por la acumulación de minerales en capas. Estas concreciones en capas son más difíciles de diferenciar que las que tienen el interior uniforme, porque las capas pueden parecerse a la clara y la yema de un huevo. El amarillo de la falsa yema procede de minerales como la limonita, la siderita y el azufre.
Las concreciones generalmente carecen de cáscara diferenciable, aunque a veces puede parecer que la tienen si su exterior se endurece. Si su interior es más blando la erosión puede separar las dos partes y crear falsas cáscaras de huevos fósiles. Los fósiles de huevo reales deben conservar sus estructuras como los poros, las mammillae, y las capas prismáticas o continuas, que no están presentes en las concreciones. Es improbable que una concreción tenga la misma forma y tamaño que otra, por lo que las asociaciones de objetos con forma de huevo de diferentes tamaños probablemente no sean huevos. Las concreciones pueden ser mucho más grande que cualquier huevo, por lo que cualquier ‹huevo› desmesuradamente grande probablemente ha sido mal identificado.

#### Rastros fósiles de insectos
A veces las cámaras de una madriguera donde viven o crían los insectos tienen una forma tan parecida a un huevo que un paleontólogo confundió una pieza de ellas con un huevo fósil. Las madrigueras de insectos pueden diferenciarse de los huevos fósiles reales por la presencia de marchas de cavado en su superficie, dejadas por los insectos durante la excavación de la madriguera. Las pupas fósiles de insectos también se parecen a los huevos. Tras la muerte la descomposición de una pupa enterrada podría dejar un hueco en el sedimento que podría rellenarse con minerales arrastrada por el agua formando una pieza en forma de huevo. Estos pseudohuevos pueden reconocerse por su pequeño tamaño (generalmente no más grandes de un centímetro o dos) y carecen de las marcas de la anatomía típica de la cáscara de huevo.

## Clasificación

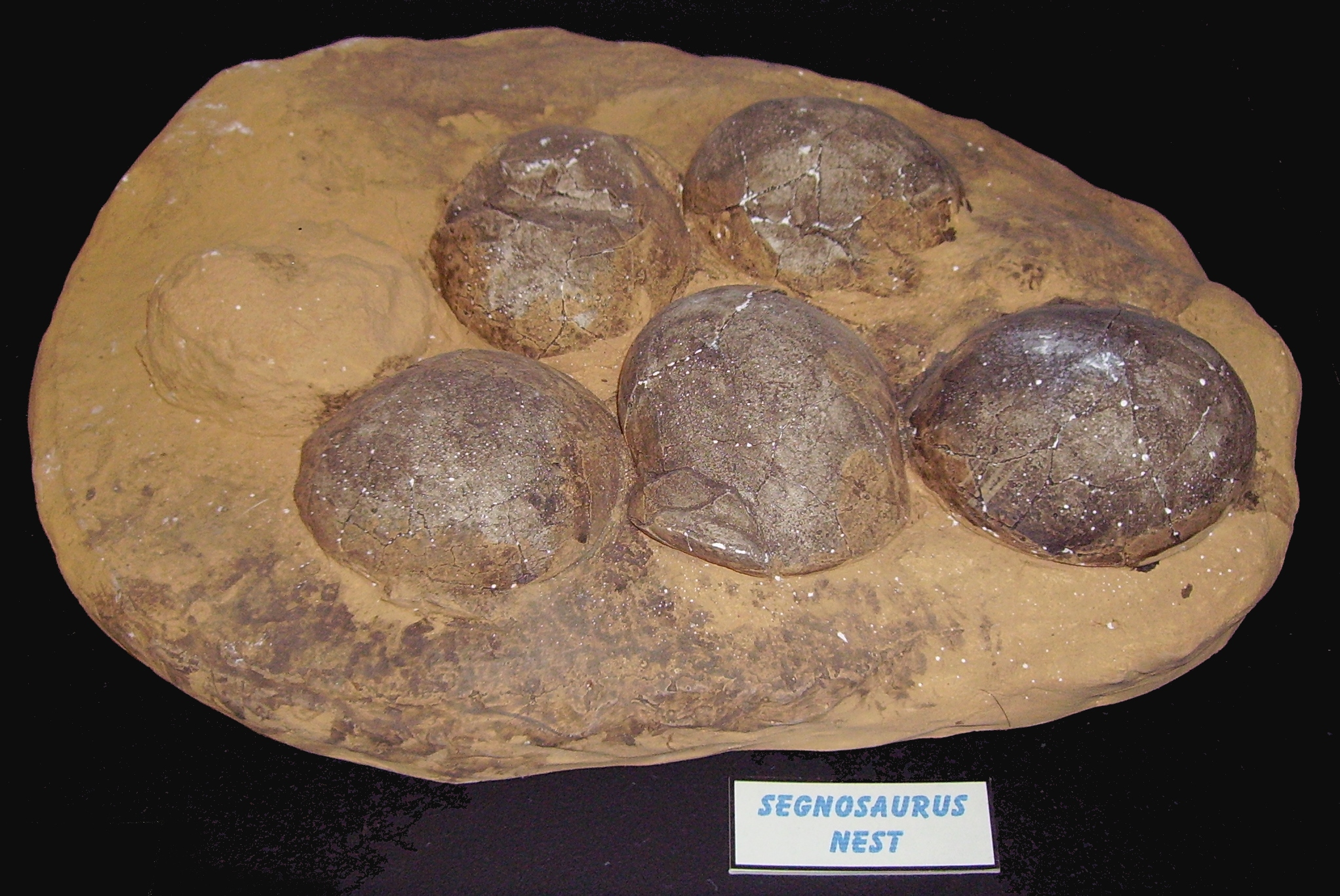
Nido de terizinosaurio con huevos en Dinosaurland, Lyme Regis.

Los huevos de dinosaurio se clasifican según la estructura de las unidades cristalinas de las capas de su cáscara vistas al microscopio en secciones. Hay tres grandes categorías de huevos de dinosaurio según la estructura cristalina de su cáscara:
- esferulítica (saurópodos y hadrosaurios) cáscara gruesa con unidades cristalinas poco fusionadas;[16]
- prismática, cáscara más fina con unidades cristalinas alargadas y más fusionadas;[17]
- ornitóide (terópodos, incluidas las aves modernas) dos capas con ambas estructuras.[18]

### Oogéneros
Oogéneros son los nombres taxonómicos dados a los diferentes tipos de cáscaras de huevo. Se han nombrado casi tres docenas de oogéneros de huevos de dinosaurio:
| - Ageroolithus - Apheloolithus - Boletuoolithus - Cairanoolithus - Continuoolithus - Dendroolithus - Dictyoolithus - Dispersituberoolithus - Dughioolithus - Ellipsoolithus | - Elongatoolithus - Faveoolithus - Heishanoolithus - Laevisoolithus - Macroolithus - Macroelongatoolithus - Megaloolithus - Nanshiungoolithus - Oblongoolithus - Ovaloolithus | - Paraspheroolithus - Phaceloolithus - Placoolithus - Porituberoolithus - Preprismatoolithus - Prismatoolithus - Protoceratopsidovum - Pseudogeckoolithus - Shixingoolithus - Sphaerovum | - Spheroolithus - Spheruprismatoolithus - Spongioolithus - Stromatoolithus - Subtiliolithus - Tacumarembovum - Trachoolithus - Tristraguloolithus - Youngoolithus |

### Embriones
Los embriones de dinosaurio, aquellos animales encontrados en el interior del huevo, son muy raros y escasos. Son útiles para entender la ontogenia, heterocronía, y la sistemática de los dinosaurios. Se conocen embriones fósiles de:
- Massospondylus[40]
- Lourinhanosaurus[41][42]
- Troodon[43]
- Citipati
- Lufengosaurus[44]

## Tafonomía

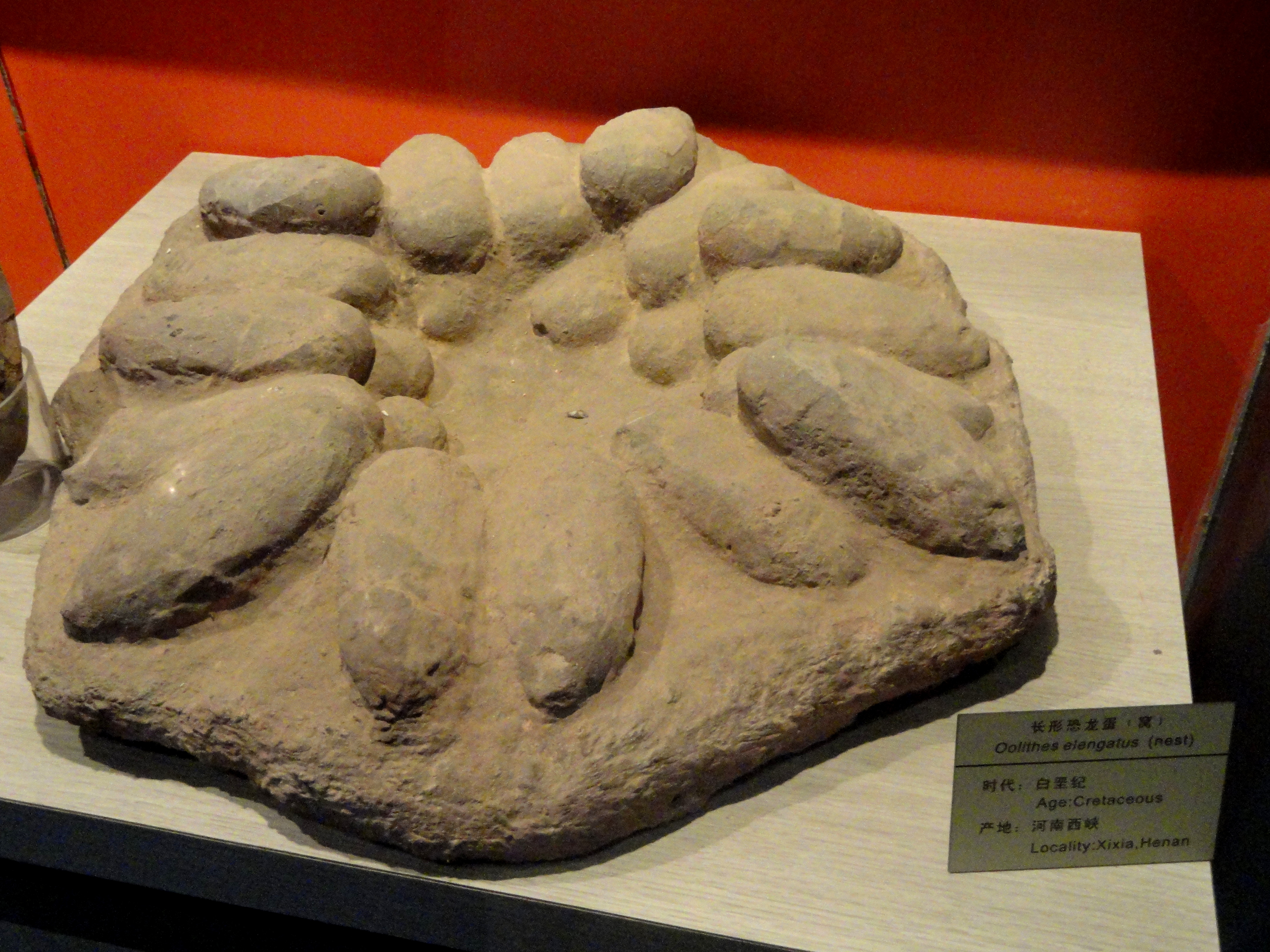
Huevos de dinosaurio perfectamente ordenados en su nido.

La formación del huevo fósil comienza con la formación del propio huevo. No todos los embriones de los huevos que terminan fosilizando han muerto previamente. Los huevos fósiles abiertos por la parte superior por lo general resultan de huevos que han eclosionado con éxito. Los huevos de dinosaurio cuyos embriones murieron probablemente fueron víctimas de las mismas causas que matan a los embriones de los huevos de reptiles y aves modernos. Las causas típicas de muerte de los embriones de los huevos son los problemas congénitos, las enfermedades, la asfixia por haber sido enterrados demasiado hondo, las temperaturas adversas y el exceso o defecto de agua.
Tanto si eclosionaron o no, el primer paso hacia la fosilización de los huevos es que sean enterrados y empiecen a entrar sedimentos por cualquier grieta que tengan en la cáscara. Incluso los huevos intactos probablemente se llenan de sedimentos una vez que se rompan por efecto de la presión del peso de los sedimentos acumulados encima. Pero a veces la fosilización empieza lo suficientemente rápido para conservar los huevos sin romper. Si el nivel freático del agua es lo suficientemente alto y tiene disueltos minerales como la calcita, ésta puede penetrar en el huevo a través de los poros de la cáscara. Cuando el huevo está completamente lleno puede ser lo suficientemente duro como para aguantar el peso de los sedimentos que se van depositando por encima. Además, no todos los huevos fósiles provienen de especímenes completos. Los trozos de cáscaras son más resistentes que los huevos completos y pueden ser transportados a grandes distancias de donde fueron puestos originalmente.
Cuando el huevo está enterrado a suficiente profundidad las bacterias anaeróbicas lo descomponen. Este proceso de descomposición alteran el medio local permitiendo que ciertos minerales se depositen, mientras que otros siguen en disolución. Generalmente la cáscara de los huevos fosilizados mantiene la misma calcita que tenía cuando estaba vivo lo que permite a los científicos estudiar la estructura que tenía hace millones de años. Sin embargo los huevos a veces se modifican tras ser enterrados. Este proceso se denomina diagénesis.
Una forma de diagénesis es un patrón de fracturas en cruz microscópicas que se produce en la cáscara debido a la presión del enterramiento profundo. Si la presión se hace más intensa a veces la estructura interna de la cáscara queda completamente destruida. Además de la diagénesis física también pueden producirse cambios químicos. Las condiciones químicas del huevo en descomposición puede facilitar la incorporación de sílice a la cáscara y dañar su estructura. Cuando sustancian que contienen hierro como la hematita, la pirita y otros sufuros de hierro alteran la cáscara se hacen patentes porque estos compuestos tornan la cáscara negruzca o rojiza.

### Ambientes de depósitos
Los huevos de dinosaurio proceden varios tipos de ambientes de depósitos.
Arenas de playa: la arena de la playa eran un buen lugar para que los dinosaurios pusieran sus huevos porque la arena es muy eficiente absorbiendo y manteniendo el calor para incubar los huevos. Un antiguo depósito de arena de playa del noreste de España contenía conservados unos 300 000 huevos fósiles de dinosaurio.
Terrenos inundables: los dinosaurios con frecuencia ponían sus huevos en antiguos terrenos inundables. Los depósitos de roca sedimentaria de estos yacimientos por ello son excelentes lugares para encontrar huevos fósiles.
Dunas: Se han recuperado muchos huevos de dinosaurio en los depósitos de roca sedimentaria formadas a partir de antiguas dunas en el norte de China y Mongolia. La presencia de un Oviraptor conservado en su posición de incubación indica que los huevos, el nido y los padres pudieron ser enterrados rápidamente durante una tormenta de arena.

## Excavación y preparación
Generalmente la primera evidencia de huevos de dinosaurio fósiles es el descubrimiento de fragmentos de cáscara que la erosión ha transportado ladera abajo. Si se da con la ubicación de los huevos, esta debe ser examinada para encontrar los huevos que no se han expuesto. Si los paleontólogos son afortunados como para encontrar un nido, se debe estudiar su disposición y cantidad. La excavación se debe realizar hasta profundidad considerable ya que en el mismo emplazamiento podría haber múltiples capas en las que los dinosaurios depositaron huevos. Cuando se excava la parte inferior del nido debe cubrirse con tela, papel o papel de aluminio. Después el bloque entero se cubre con varias capas de arpillera empapada en escayola. Cuando la escayola se seca se corta por debajo el bloque para poder transportarlo sin que se rompa.
El trabajo más delicado de limpiar los huevos fósiles se realiza en el laboratorio. La preparación generalmente se inicia desde la parte inferior del bloque que suele estar mejor conservado. Debido a su fragilidad la limpieza de los huevos fósiles requiere paciencia y habilidad. Los científicos utilizan instrumentos delicados como palillos de dientes, agujas, pequeñas herramientas de grabado, bisturíes y navajas de precisión. Los científicos deben determinar hasta que punto llegar con la limpieza según varios criterios. Si el huevo es extraído completamente puede estudiarse mejor individualmente, a costa de perder información de su relación espacial con los demás huevos o sobre si fue incubado o no. Los tratantes comerciales suelen exponer solo la parte inferior de los huevos ya que las partes superiores suelen estar más dañadas por la eclosión y pueden resultar menos atractivos visualmente para los potenciales clientes.

## Técnicas de investigación

### Disoluciones ácidas
Se pueden usar ácidos en la extracción fina y limpieza de los huevos fósiles. Se usa ácido acético o EDTA diluido para exponer la microestructura de las cáscaras dañadas o erosionadas. También se usan ácidos para extraer los esqueletos de los embriones de los huevos que los recubren. Con este método se pueden sacar a la luz incluso tejidos blandos como los músculos o cartílagos además de glóbulos de grasa de la yema original del huevo. Primero el huevo se debe sumergir en una disolución muy diluida de ácido fosfórico. Cuando la disolución ácida haya penetrado en el huevo se debe dejar en remojo en agua destilada para evitar que el ácido dañe al embrión antes de haber sido extraído. Si al secarse se ha conseguido sacar un hueso fósil del embrión debe limpiarse delicadamente con instrumentos de precisión como agujas y pinceles. Entonces se recubre el hueso con conservantes plásticos como las resinas acriloide B67, paraloide B72 o acetato polivinílico para protegerlo del ácido cuando se vuelva a sumergir en ácido para extraer el resto. El proceso completo puede llevar meses hasta que se expone totalmente el embrión. Solo del 20 % de los huevos que se someten a este proceso se obtiene algún fósil de embrión.

### Tomografía axial computarizada
Se usa la tomografía axial computarizada para inferir la estructura tridimensional interior de los huevos fósiles, mediante la acumulación de imágenes de secciones del huevo tomadas en pequeños intervalos. Los científicos han intentado usar la tomografía para descubrir los fósiles de embriones sin destruir el huevo que los contiene para extraerlos físicamente. Sin embargo según el libro de Ken Carpenter Eggs, Nests, and Baby Dinosaurs (Huevos, nidos y dinosaurios bebé, 1999), todos los embriones que se anunciaron que se habían encontrado con este método en realidad fueron falsas alarmas. Las variaciones en el tipo de minerales infiltrados o el cemento que une los sedimentos infiltrados en la roca a veces parecen huesos en las imágenes de las tomografías axiales. Otras veces fragmentos de cáscara que cayeron en el interior del huevo al eclosionar se han confundido con huesos del embrión. El uso de la tomografía para la búsqueda de restos embrionarios no es adecuada ya que los huesos embrionarios no se han mineralizado. Como el que se infiltra sedimento es su único aporte de minerales se conservarán básicamente con la misma densidad que el resto de la masa que lo rodea y por ello no se aprecia diferencia al escáner. La validez de esta afirmación se ha confirmado al realizar tomografías axiales de huevos fósiles que se sabía que tenían embriones en su interior de los que se ha obtenido una pobre visibilidad en las imágenes del escáner. La única forma de descubrir embriones de dinosaurio es partir los huevos o disolver sus cáscaras y envolturas.

### Catodoluminiscencia
La catodoluminiscencia es la herramienta más importante que tienen los paleontólogos para descubrir si la estructura del calcio de la cáscara de los huevos fósiles se ha alterado o no. La calcita de la cáscara del huevo está compuesta por carbonato cálcico puro o muy concentrado. Sin embargo, la composición de la calcita del huevo puede alterarse tras su enterramiento incorporando más compuestos de calcio en cantidades significativas. La catodoluminiscencia hace que la calcita alterada de esta forma brille en tono naranja.

### Esferómetro
El esferómetro es un dispositivo para medir las superficies curvadas. Es usado con más frecuencia en óptica para la medición de las lentes pero también se puede usar en paleontología para estimar el tamaño de un huevo de dinosaurio a partir de fragmentos de cáscara. Este instrumento ayuda a a estimar el tamaño de la cáscara completa de un huevo fósil a partir de la curvatura de sus fragmentos. Como la mayoría de los huevos no son perfectamente esféricos se necesitan varias partes de la cáscara del huevo para que a partir de sus curvaturas poderse hacer una idea de su tamaño. Idealmente un fragmento de cáscara de huevo debe ser de más de 3 cm para poder ser usado con esta técnica de estimación del tamaño del huevo. Los fragmentos más pequeños son más útiles para otros métodos de estudio como el comparador de radios Obrig. El esferómetro tiene como unidades las dioptrías que deben convertirse en milímetros de rádio. Se usó por primera vez el esferómetro para la estimación del tamaño de huevos fósiles en este caso de avestruces por Sauer.

### Microscopía óptica
Se puede usar la microscopía óptica para magnificar la estructura de la cáscara de dinosaurio en su estudio científico. Para magnificar su estructura la cáscara de dinosaurio debe ser recubierta de resina epoxi y cortada en finas secciones, tanto radiales como tangenciales, con una sierra fina. Este método básico fue inventadopor el paleontólogo francés Paul Gervais y casi no ha cambiado desde entonces. Entonces se hacen más finas lijándolas con papel de lija hasta hacerlas traslúcidas. Entonces se puede observar la estructura de los cristales de calcita y sus poros con un microscopio de luz polarizada. Se puede establecer la estructura de los cristales de calcita por el efecto que ejerce sobre ellos la luz polarizada. La calcita es capaz de actuar como un filtro de luz polarizadas. Cuando se rota la muestra microscópica en relación con la luz hasta que la bloquee pareciendo opaca. Este fenómeno se llama extinción. Los distintos tipos de huevos de dinosaurio que tienen diferentes tipos de estructura cristalina de su calcita tendrán diferentes posiciones de extinción, incluso en aquellos cuya superficie parece muy similar. Para reconstruir la estructura tridimensional de los canales de los poros de la cáscara los científicos necesitan una serie de varias secciones radiales.

### Microscopio electrónico
El microscopio electrónico de barrido se usa para observar las cáscaras de huevo de dinosaurio con aumentos mayores que los disponibles mediante microscopía óptica. Sin embargo, esto no significa que sea un método de investigación superior. Ambas técnicas proporcionan diferente información y juntas proporcionan un conocimiento más completo de los ejemplares en estudio. Las cáscaras de huevo fósil que mejor se adecuan al microscopio electrónico de barrido son las que se han roto recientemente porque dichas fracturas se producen por los planos del entramado cristalino de la calcita. Para observar un espécimen, se recubre un fragmento pequeño del mismo con una fina capa de oro o platino para darle propiedades conductoras. Entonces se hace un barrido con electrones. Debido a su pequeño tamaño los electrones penetran la superficie de la muestra formando su imagen en tres dimensiones.

### Espectrometría de masas
La espectrometría de masas es un método que permite determinar la composición de la cáscara de los fósiles mediante un aparato denominado espectrómetro. Para ello se toma una muestra que una vez pulverizada se coloca en la cámara de vacío del espectrómetro de masas. El polvo se vaporiza con calor por medio de un haz láser de alta intensidad. Entonces el gas de las moléculas de la cáscara se bombardea con electrones para descomponerlo formando iones. Un campo magnético separa los iones según su masa antes de entrar en el detector del espectrómetro. Una aplicación de la espectrometría de masas es el estudio de la proporción de isótopos en las cáscaras de los huevos fósiles para determinar las dietas de los animales que pusieron los huevos y sus condiciones de vida. Aunque este tipo de investigación es complicada debido a que las proporciones de los diversos isótopos pueden alterarse post mortem o durante la fosilización. Además, la descomposición bacteriana puede alterar las proporciones de isótopos de carbono del huevo y el agua subterránea puede alterar la proporción de isótopos de oxígeno.

### Rayos X
Los equipos de rayos X se usan para estudiar el interior de los huevos fósiles, como los escáneres tomográficos. A diferencia de las tomografías, las radiografías son imágenes bidimensionales. Se han usado imágenes de rayos X intentando buscar pruebas de embriones fósiles en el interior de los huevos pero se les achaca la misma carencia que las tomografías, todas los supuestos embriones detectados con rayos X fueron identificaciones falsas. Los huesos de los embriones al no estar mineralizados en vida, se mineralizan durante la fosilización en la misma proporción que los depósitos que los rodean y por ello tienen su misma densidad, por lo que ni las radiografías ni las tomografías pueden detectarlos diferencialmente.
En cambio, los rayos X pueden usarse para analizar la estructura la composición química de las cáscaras de los fósiles de dinosaurio mediante la técnica denominada difracción de rayos X. Consiste en bombardear con rayos una muestra de cáscara pulverizada. Como los rayos X tienen un poder de penetración mayor que los electrones usados en la microscopía difractan tanto con los átomos de la superficie como los del interior de la muestra, por lo que proporcionaran el patrón de la estructura cristalina de la cáscara.